# Commemorative Air Force
Pour les articles homonymes, voir CAF.
La Commemorative Air Force (CAF) est une association à but non lucratif américaine destinée à la préservation du patrimoine aéronautique militaire

## Histoire

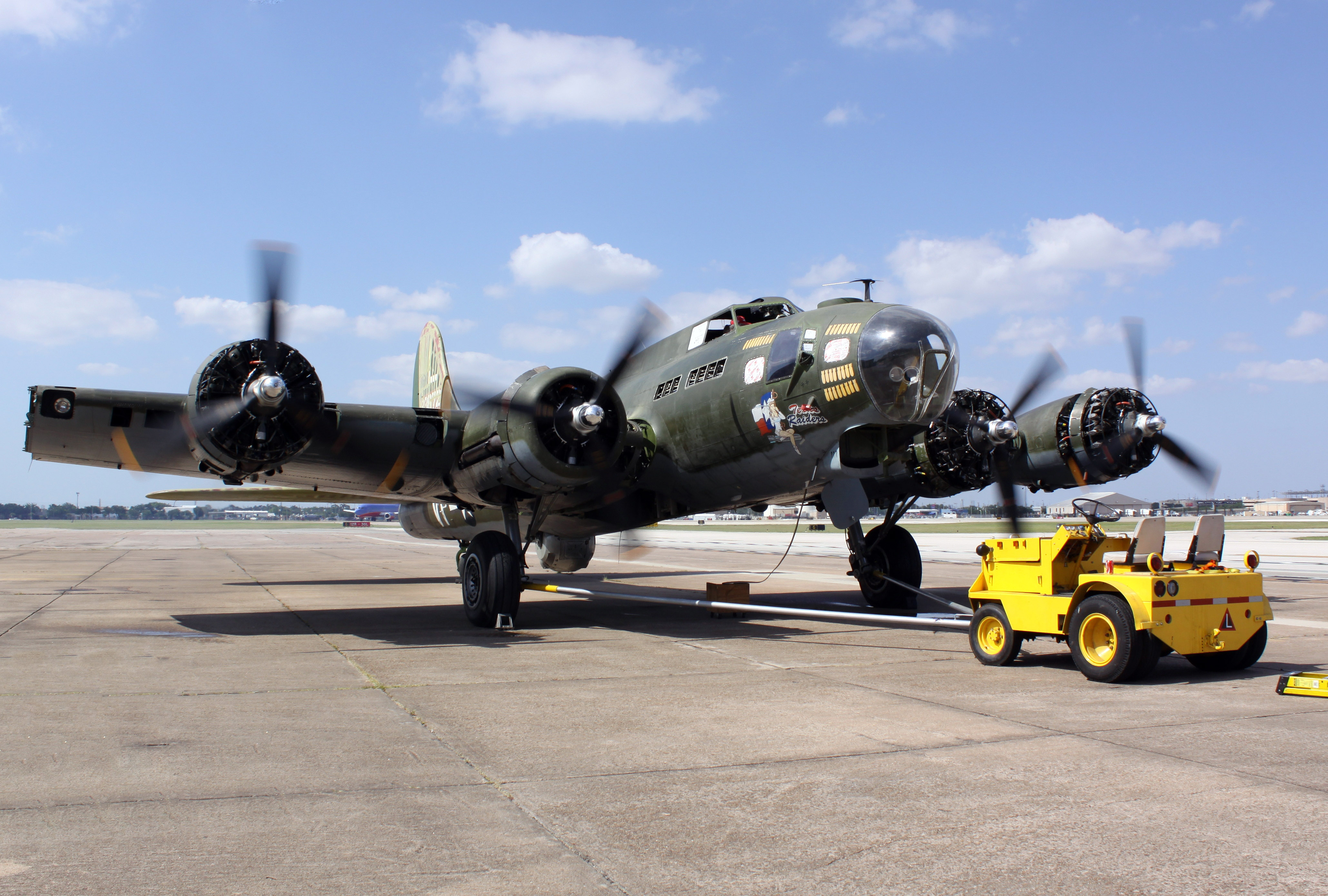
Texas Raiders, un bombardier B-17 de la Gulf Coast Wing de la CAF. Cet appareil construit en 1944 a été acquis par la CAF en septembre 1967 pour 50 000$.

L'histoire de la Commemorative Air Force commence en 1951, lorsque Lloyd Nolen, ancien instructeur de l'Army Air Corps, achète un P-40 Warhawk aux surplus de l'armée. En 1957, Nolen achète, avec quatre amis, un P-51 Mustang, et c'est avec cet appareil, surnommé Red Nose, que l'association fut officiellement fondée.
Avec l'arrivée de ces Warbirds, les blagues fusèrent sur le terrain d'aviation et certains demandèrent à Lloyd Nolen et ses amis s'ils n'étaient pas en train de reconstituer une armée de l'air sudiste. C'est à partir de ce "joke" que l'association adopta le nom de "Confederate Air Force" et que naquirent les traditions et le folklore de la CAF autour de son chef imaginaire, le Colonel "Jetroe Culpepper" aux traits très proches de ceux du Général Lee, avec les combinaisons de vol grises comme les tuniques des soldats sudistes et le port du chapeau "Stetson" avec les ailes de la CAF. Dans un souci d'égalité cette nouvelle Air Force décida d'élever tous ses membres au grade purement fictif de colonel.
En 1959, le groupe d'amis effectue un second achat : deux Grumman F8F Bearcats, pour 805 dollars chaque.
À partir de 1960, la CAF commence à rechercher activement à acquérir des avions ayant participé à la Seconde Guerre mondiale, mais il apparut rapidement que très peu étaient demeurés en état de vol. Les Colonels furent choqués en constatant que les appareils ayant joué un si grand rôle dans le conflit étaient systématiquement détruits. Apparemment personne, ni l'Air Force ni la Navy ne faisait quoi que ce soit afin de préserver au moins un exemplaire de chaque type d'appareil ayant participé au conflit.
Le 6 septembre 1961, la CAF est officiellement reconnue comme une association à but non lucratif destinée à la restauration et à la préservation des aéronefs ayant participé à la seconde guerre mondiale. À la fin de l'année, la CAF possédait 9 appareils.
En 1965 le premier musée sort de terre. Il est localisé à old Rebel Field, Mercedes, Texas. 
En 1968, la CAF se déplace The CAF à Harlingen, Texas pour occuper trois grands bâtiments. La flotte d'appareils s'agrandit et compte également un certain nombre de bombardiers : B-29, B-25, B-17 et B-24.
Depuis 1991, la CAF est localisée à New Midland, Texas.

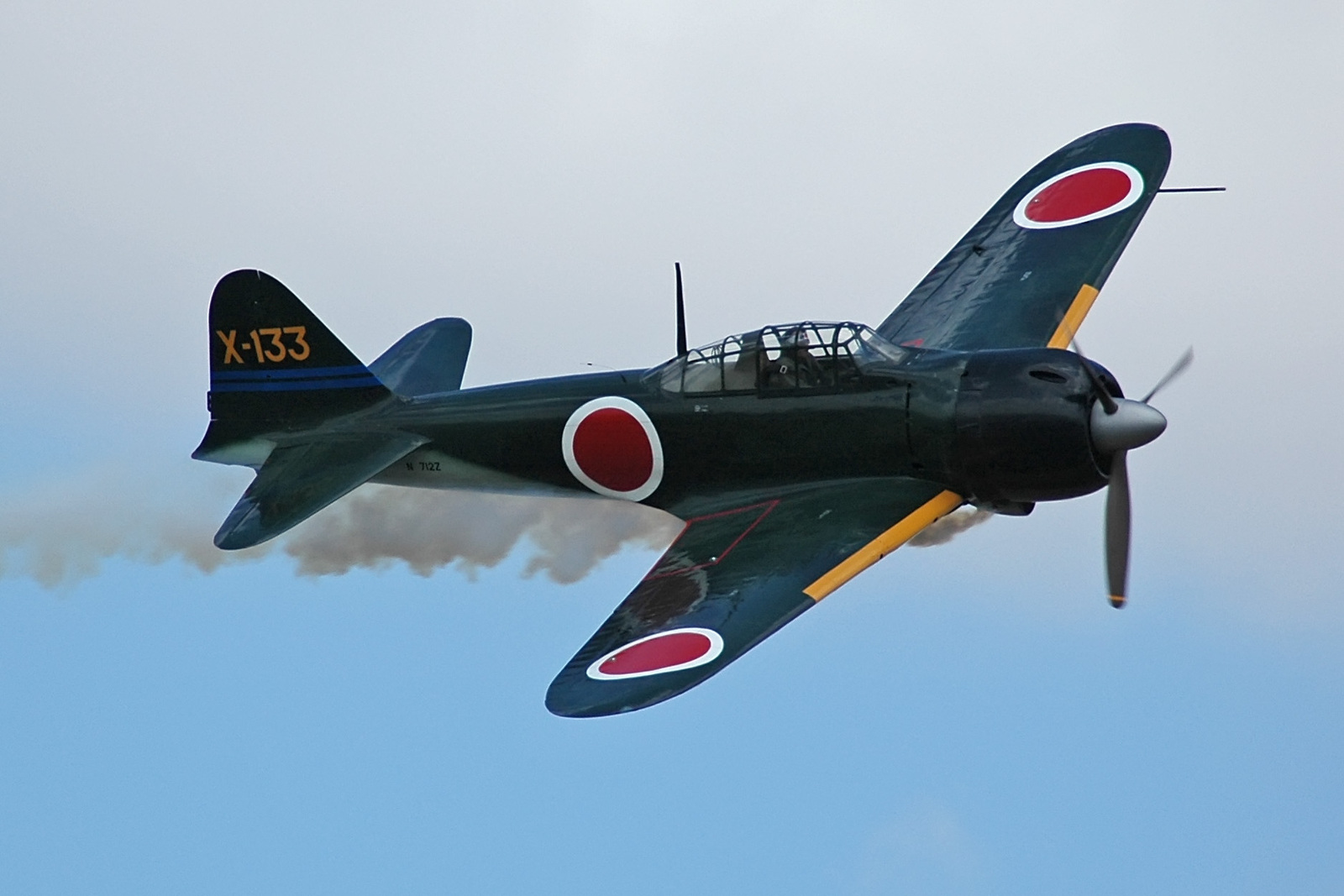
La collection de la Commemorative Air Force comprend aussi des appareils ayant appartenu aux forces aériennes d'autres pays, comme ce Mitsubishi A6M3 Zero.

En 2001, sous la pression de ses sponsors et dans l'air du "politiquement correct" la CAF fut contrainte[non neutre] de changer de nom en conservant son acronyme et fut rebaptisée Commemorative Air Force.

## Statut
Aujourd'hui[Quand ?], la CAF compte plus de 11 000 membres, dont plusieurs centaines de vétérans de la seconde guerre mondiale ayant servi comme pilotes ou mécaniciens, dévoués à la préservation de l'héritage aéronautique de l'époque de la seconde guerre mondiale.
En 2023, La CAF possède 176 appareils dont 135 en état de vols, une flotte dénommée Ghost Squadron.
La CAF est une association ouverte à tous, et totalement autonome financièrement.

## Avions mis en œuvre par la CAF (2016)

### Bombardiers
B-29 Superfortress FIFI N529B
B-24 Liberator Diamond Lil N24927
B-25 Mitchell
- Yellow Rose N25YR
- Devil Dog N9643C
- Miss Mitchell N27493
- Semper Fi  N5865V
- Made in the Shade N125AZ

B-17 Flying Fortress
- Sentimental Journey N9323Z
- Texas Raiders N7227C

TBM-3 Avenger  
- N5264V
- N40402
- N53503

A-26 Invader
- N626SH
- N240P

SBD Dauntless Lady in Blue N82GA
SB2C Helldiver N92879

### Chasseurs
P-39 Airacobra Miss Connie N6968
P-40 Warhawk N1226N
P-47 Thunderbolt N47TB (en restauration)
P-51 Mustang
- Gunfighter N5428V

- Red Nose N10601
- Man O'War N44727
- Tuskegee Airmen N61429

P-63 Kingcobra
- N6763

- N191H (en restauration)

FG-1D Corsair N9964Z
FM-2 Wildcat N5833
F6F Hellcat N1078Z                
F8F Bearcat N7825C
A6M3 Zero  N712Z                    
Sea Fury N15S                            
Yak-3M N529SB
Spitfire,N749DP

### Transport
Antonov AN-2 N2AN
C-310/U-3 N5435A
C-45 Expeditor
- N145AZ

- Bucket of Bolts N70GA

- N40074

- N49265

- Spirit of West Texas N79AG

- N4207

- N80197

C-46 Comando China Doll  N53594
C-47 Skytrain
- N53ST Black Sparrow

- N227GB Bluebonnet Belle (détruit au décollage à Burnet  Municipal Airport  au Texas, USA, le 21 juillet 2018, aucune pertes en vies humaines)

- N47HL

- N151ZE

- D-Day Doll N45366

C-60 Loadstar                          
- N30N

- Goodtime Gal N60JT